# Analges bidentatus
Analges bidentatus är en spindeldjursart som beskrevs av Christoph Gottfried Andreas Giebel 1871. Analges bidentatus ingår i släktet Analges, och familjen Analgidae. Arten är reproducerande i Sverige.